# Municipio de Alamo (Arkansas)
El municipio de Alamo (en inglés: Alamo Township) es un municipio ubicado en el condado de Montgomery en el estado estadounidense de Arkansas. En el año 2010 tenía una población de 166 habitantes y una densidad poblacional de 1,71 personas por km².

## Geografía
El municipio de Álamo se encuentra ubicado en las coordenadas 34°28′22″N 93°25′52″O / 34.47278, -93.43111. Según la Oficina del Censo de los Estados Unidos, el municipio tiene una superficie total de 96.86 km², de la cual 96,71 km² corresponden a tierra firme y (0,15 %) 0,14 km² es agua.

## Demografía
Según el censo de 2010, había 166 personas residiendo en el municipio de Álamo. La densidad de población era de 1,71 hab./km². De los 166 habitantes, el municipio de Álamo estaba compuesto por el 96,99 % blancos, el 2,41 % eran amerindios y el 0,6 % eran de una mezcla de razas. Del total de la población el 9,64 % eran hispanos o latinos de cualquier raza.